# Graye-sur-Mer
Graye-sur-Mer – miejscowość i gmina we Francji, w regionie Normandia, w departamencie Calvados.
Według danych na rok 1990 gminę zamieszkiwało 567 osób, a gęstość zaludnienia wynosiła 87 osób/km² (wśród 1815 gmin Dolnej Normandii Graye-sur-Mer plasuje się na 395. miejscu pod względem liczby ludności, natomiast pod względem powierzchni na miejscu 758.).